# Syzygium lifuanum
Syzygium lifuanum là một loài thực vật có hoa trong Họ Đào kim nương. Loài này được Däniker miêu tả khoa học đầu tiên năm 1933.